# Francis William Aston
Francis William Aston (Birmingham, 1º settembre 1877 – Cambridge, 20 novembre 1945) è stato un fisico britannico.

## Chimica
Vinse nel 1922 il premio Nobel per la chimica per la scoperta, grazie alla sua spettroscopia di massa, degli isotopi, per la maggior parte di elementi non radioattivi, e per la sua enunciazione della regola del numero intero. Egli fu membro della Royal Society e membro del Trinity College, Cambridge.
Nel 1903 ottenne una borsa di studio all'Università di Birmingham, dove cominciò i suoi studi sugli elettroni e scoprì il fenomeno ora noto come "spazio oscuro di Aston". Nel 1909 si trasferì, su richiesta di J.J. Thomson, al Cavendish Laboratory di Cambridge e lavorò sugli isotopi del neon. Nel 1919 applicò il metodo dell'electromagnetic focusing (focalizzazione elettromagnetica) allo spettrometro di massa, migliorandolo, cosa che rapidamente lo portò ad identificare 212 isotopi naturali su 287 esistenti.
Il suo lavoro con gli isotopi lo portò a enunciare la regola del numero intero, che dice: «essendo la massa dell'isotopo dell'ossigeno, definita e intera, tutti gli altri isotopi hanno valore di massa vicinissimo ad un numero intero», basata su'ipotesi di William Prout. Tale regola risultò cruciale nello sviluppo dell'energia nucleare.

## Sport
Aston fu anche un appassionato sportivo: si occupò inizialmente di sport invernali durante le sue vacanze in Svizzera e in Norvegia. Durante la prima guerra mondiale dovette interrompere questi soggiorni e si dedicò quindi all'arrampicata. Tra i 20 e i 25 anni si dedicò in larga parte al ciclismo. Con l'invenzione dei veicoli a motore egli costruì una vettura da corsa nel 1902 per competere in una gara di automobilismo in Irlanda nel 1903. Si dedicò anche al nuoto, al golf, al tennis, vincendo alcuni premi.